# Robert Z. Leonard
Robert Zigler Leonard (7. oktober 1889 – 27. august 1968) var en amerikansk filminstruktør, skuespiller, producer og manuskriptforfatter.

## Biografi
Leonard blev født i Chicago. I 1918 giftede han sig med stumfilmsskuespillerinden Mae Murray. Sammen dannede de Tiffany Pictures i 1921. De filmede otte film, der blev udgivet af MGM. Leonard og Murray blev skilt i 1925 og året efter giftede han sig med skuespillerinden Gertrude Olmstad..
Leonard blev nomineret til en Oscar for bedste instruktør for Utro og Revykongen Ziegfeld. Begge film var også nomineret til en Oscar for bedste film og den sidste vandt.
Han blev sent ansat af MGM som en pålidelig instruktøt, der kunne bringe deres Stolthed og fordom ud i biograferne.
Robert Leonard døde i 1968 i Beverli Hills, Californien ef en aneurisme.